# Kalamainuu
Kalamainuʻu [Kalamainuu] poznata i kao Kalanimainuʻu (kalani = "nebeska"), božica je iz havajske mitologije.
Kalamainuʻu je zamišljena kao božica-gušter.
Njezin je ljubavnik bio smrtnik Punaʻaikoaʻe, s kojim je živjela u jednoj špilji. Kad je on jednom htio otići družiti se s prijateljima, Kalamainuʻu mu je dopustila, ali mu je rekla da ne smije s njima razgovarati.
Punaʻaikoaʻe je otišao iz špilje te je ipak razgovarao s prijateljima, koji su mu otkrili pravi lik njegove ljubavnice.
Kasnije se on vratio ka Kalamainuʻu, koja je potom ubila njegove prijatelje.